# Эбби Хэтчер
«Эбби Хэтчер» (англ. Abby Hatcher) — канадский получасовой мультипликационный сериал для самых маленьких, транслируемый с 1 января 2019 года по 2 апреля 2022. На данный момент вышло всего 2 сезона по 26 серии каждая. Транслируется на канале Nickelodeon.

## Сюжет
Сериал рассказывает об умной и энергичной семилетней девочке по имени Эбби Хэтчер и ее новых друзьях Пушистиках, удивительных и причудливых существах, которые живут в отеле ее семьи. Вместе со своим лучшим другом Фузли Бузли, Эбби отправляется в дикие приключения, чтобы исправить ошибки Фузли и помочь им, чем может.

## Персонажи
- Эбби Хэтчер — Половина — китаянка 7—летняя девочка в очках с зелеными глазами и фиолетовыми волосами в хвосте, с детективными навыками. Она оснащена высокотехнологичными устройствами, чтобы помочь ей в ее миссиях.
- Бозли — аквамарин кролик-пушистик, который может менять цвет, летать (вращая ушами как пропеллер), имеет сверхчувствительный слух и имеет передний карман с различными предметами. Он лучший друг и партнер Эбби.
- Принцесса Флуг — Розовый пушистик, похожий на слизняка, который сделан из блестящей слизи, которая может быть липкой или скользкой. Она может пускать пузыри, которые могут унести все, что попадает внутрь, или нейтрализовать липкий блеск мрака. Ее тиара стреляет в подобную липкой струне, которую она может использовать, чтобы захватывать или лазить по вещам, а также липким подобным липкой снарядам. Она часто добавляет «я» в начале и в конце своих предложений («Я, спи, я!», «Я, растяжки, я!», «Я, закуски, я!» и т.д.) И говорит с английским акцентом.
- Тини Терри — маленький круглый желто-оранжевый кошачий пушистик с крыльями для рук и перепелиным пером на голове, который может раздуваться и парить, как воздушный шар. Но когда ему приходится выкачивать до своего нормального размера, ему нужен кто-то, чтобы пощекотать его. Когда он спускается, он делает гимнастику, когда рядом никого нет, чтобы поймать его. Он становится партнером по ремонту Лекса. Иногда он надевает каску, создавая различные инструменты, которые можно использовать для строительства и ремонта.
- Отис — Зеленый и розовый малиновый Fuzzly с тремя растяжимыми щупальцами на голове и четырьмя растяжимыми щупальцами для ног, каждый из которых может использоваться для размахивания или достижения предметов на несколько футов далеко. Он имеет тенденцию произносить «динь», который происходит от нажатия кнопок, включая звонок на стойке регистрации и кнопки лифта, и, таким образом, становится оператором лифта отеля. Эбби дает Отису аккордеон, с которым можно играть (у которого также есть кнопки), чтобы он не сходил с ума от кнопок лифта.

## Роли озвучивали и дублировали
- Режиссёр дубляжа — Людмила Ильина.
- Перевод дубляжа — Антон Кузьмин.

| Персонаж          | Оригинальная озвучка | Озвучка на русском дубляже |
| ----------------- | -------------------- | -------------------------- |
| Эбби Хэтчер       | Мэйси Друин          | Ольга Мешкова              |
| Бозли             | Уайатт Уайт          | Фёдор Парамонов            |
| Принцесса Флуг    | Микела Люси          | Дарья Фомичева             |
| Тини Терри        | Джейкоб Соли         | Леонид Дручинин            |
| Отис              | Кристиан Дал Доссо   | Леонид Дручинин            |
| Мо                | Лаиба Алви           | Елизавета Бугулова         |
| Бо                | Лео Оргил            | Леонид Дручинин            |
| Миссис Мелвин     | Ким Робертс          | Алёна Созинова             |
| Миранда           | Джозетт Хорхе        | Алёна Созинова             |
| Лекс              | Терри Макгуррин      | Иван Калинин               |
| Шеф Джефф         | Пол Сон-Хён Ли       | Иван Калинин               |
| Гарриет Боуффант  | Хэтти Крагтен        | Елизавета Бугулова         |
| Судья Торн        | Катрин Дишер         | Алёна Созинова             |
| Кузина Флугтильда | Холли Горски         | Елизавета Бугулова         |

## Канал трансляции
«Эбби Хэтчер» дебютировала в Канаде на образовательных вещательных провинциальных вещателях TVOKids и Knowledge Network 11 февраля 2019 года..